# Microgonia rhodaria
Microgonia rhodaria är en fjärilsart som beskrevs av Herrich-Schäffer 1856. Microgonia rhodaria ingår i släktet Microgonia och familjen mätare. Inga underarter finns listade i Catalogue of Life.